# مثلث وسط المدينة (القدس)

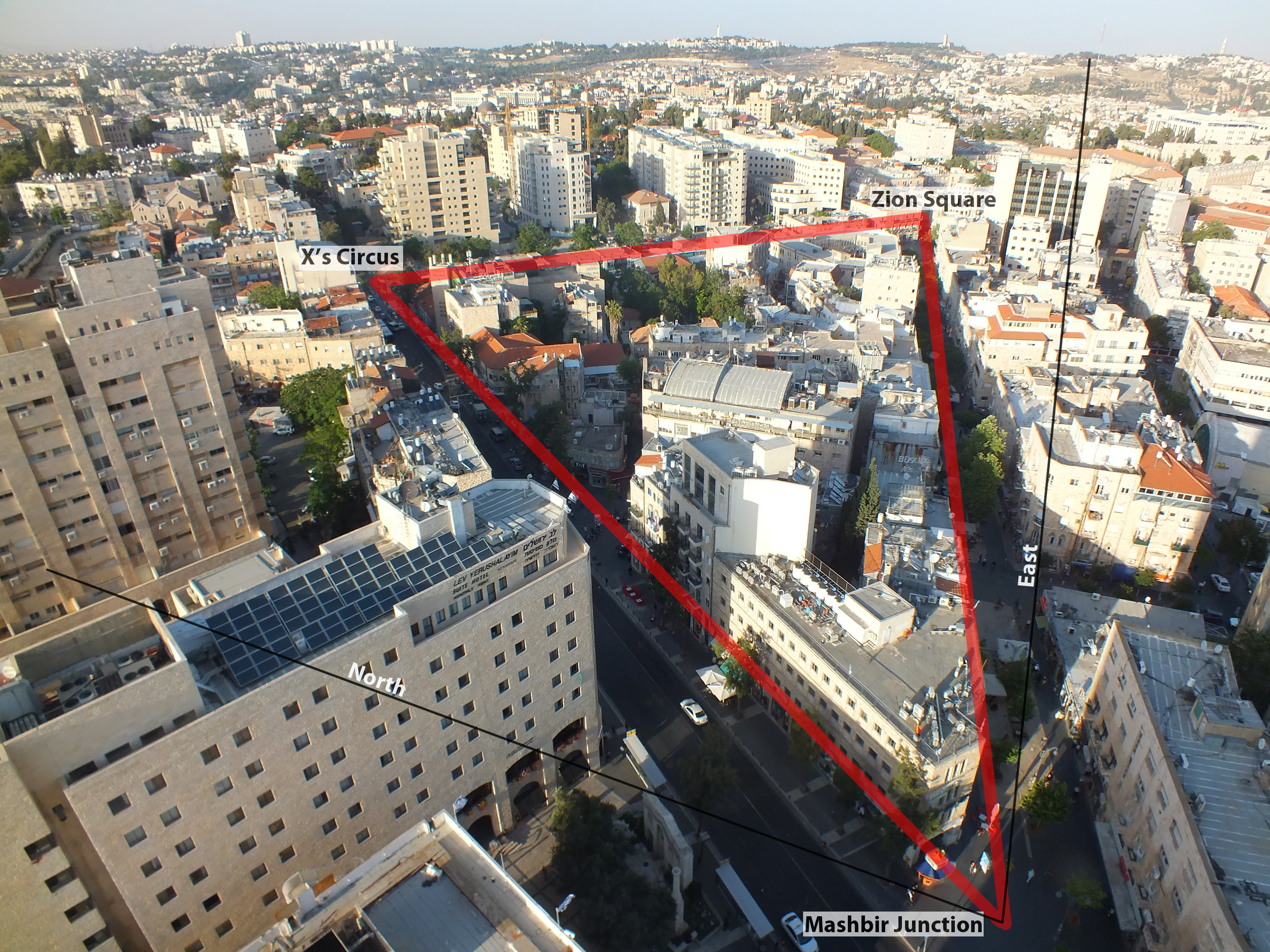
منظر جوي لمثلث وسط مدينة بالقدس.

مثلث وسط المدينة (بالعبرية: המשולש) (هاموشولاش) وتُختصر المثلث هي منطقة تجارية وترفيهية مركزية في القدس الغربية. تبلغ مساحتها 29,000 متر مربع (310,000 قدم مربع)، ويحدها شارع يافا من الشمال وشارع الملك جورج من الغرب، وشارع ابن يهودا من الجنوب الشرقي. رؤوس المثلث عبارة عن تقاطعات كل من شارع الملك جورج وشارع ابن يهودا وشارع يافا (ويُعرف هذا الأخير باسم ميدان صهيون).
من منتصف الأربعينيات حتى الستينيات، كان المثلث هو القلب التجاري والثقافي للقدس، نظراً لتوفره على العديد من المتاجر والمطاعم الراقية التي يديرها رجال أعمال مهاجرون من اليهود الألمان الذي استنجدوا بالزبائن الأثرياء. بعد احتلال إسرائيل القدس بالكامل في عام 1967 (أو إعادة توحيدها حسب الرواية الإسرائيلية) وتوسيع المدينة وإهمال قلب وسطها، قلَّت الأهمية التجارية للمثلث. لكن أُعيد بعد ذلك إحياء المنطقة من خلال تحويل شارع ابن يهودا والشوارع الداخلية للمثلث إلى مركز تجاري للمشاة في الهواء الطلق في عام 1982. وخلال العقدين التاليين، نُقلت إليها المقاهي ومحلات بيع الهدايا التذكارية، مما عزز سمعة المثلث باعتباره مكاناً للتسوق والترفيه الشعبي للسياح والشباب الإسرائيليين.

## التاريخ

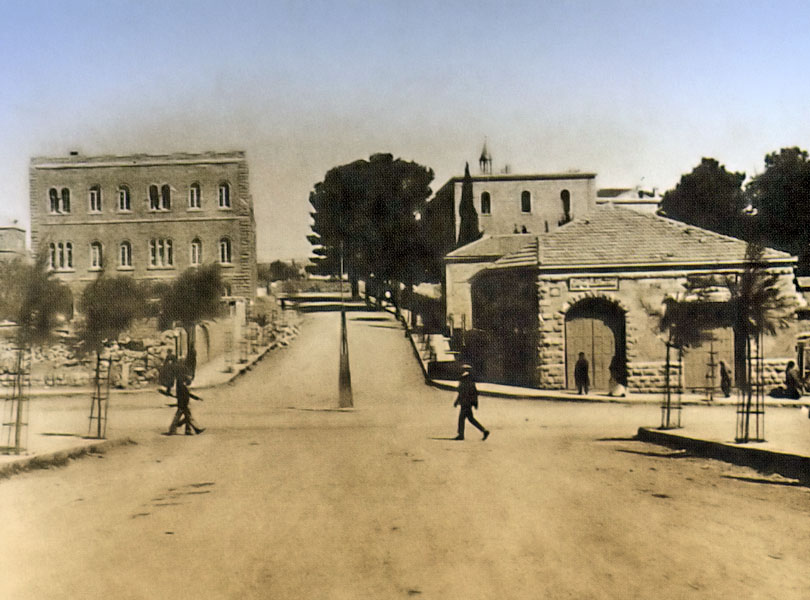
تقاطع مقدمة شارع الملك جورج مع خلفية شارع ستراوس وشارع يافا (اليمين واليسار)، 1924.

قبل قيام الحكومة البريطانية الانتدابية في عام 1917، كان المثلث هو الحي التجاري الرئيسي في البلدة القديمة بالقدس. وقد عمل البريطانيون على التركيز على التطوير المستمر للأحياء الجديدة خارج أسوار المدينة القديمة، من خلال وضع تخطيط عمراني مضمونه إنشاء مركزين تجاريين في المدينة الجديدة. كانت أول منطقة تجارية يتم بناؤها هي منطقة المثلث في وسط المدينة، على الرغم من أن الهدف من وراء هذه الأخيرة كان هو أن تلعب دوراً ثانوياً في المنطقة التجارية الأخرى المخطط لها في منطقة حي مأمن الله أو ماميلا، والتي كانت أقرب إلى البلدة القديمة. ومع ذلك، لم تحظى ماميلا بقدر الاهتمام الذي حظي به المثلث.
وقد اشترت جمعية الاستعمار اليهودي الأرض المستعمرة لمثلث وسط المدينة من كنيسة الروم الأرثوذكس في القدس، التي بدأت في بيع بعض ممتلكاتها في القدس بعد الحرب العالمية الأولى. طوّر البريطانيون الحقل إلى منطقة مثلثية (ومن هنا جاءت تسمية «المثلث»)، والتي تم تخطيطها بالاعتماد على شارع يافا، وشارع ابن يهودا (الذي شيده البريطانيون في عام 1922) وشارع الملك جورج (الذي شيده البريطانيون في عام 1924). بالإضافة إلى ذلك، يُعتبر البريطانيون هم من صمَّموا ميدان صهيون كممر دائري. وقد بيعت الكثير من المحلات للشركات الكبيرة والتعاونيات وكذلك الشركات الخاصة. وتشمل الشوارع الأخرى المجاورة للمثلث - شلومزيون همالكا، ماميلا، أغرون، وشارع الملك داوود - والتي خُصِّصت للاستخدام التجاري والسكني.
انتقلت شعبية الأفلام والأوبرا والمسرحيات والحفلات الموسيقية والمحاضرات التي عُرِضت في سينما صهيون إلى ميدان صهيون باعتباره «مركز الحياة الثقافية في القدس» في عقدي العشرينيات والثلاثينيات من القرن العشرين. بالإضافة إلى ذلك، يُعتبر هذا الميدان موقع جذب لرواد السينما والمسرح لاحتوائهِ على مبنى للسينما ومقاهي عديدة فضلاً عن مقاهي أخرى في مثلث وسط المدينة. ويضم ميدان صهيون مقهيين شعبيين هما: مقهى فيينا ومقهى أوروبا.

### الأجواء الأوروبية

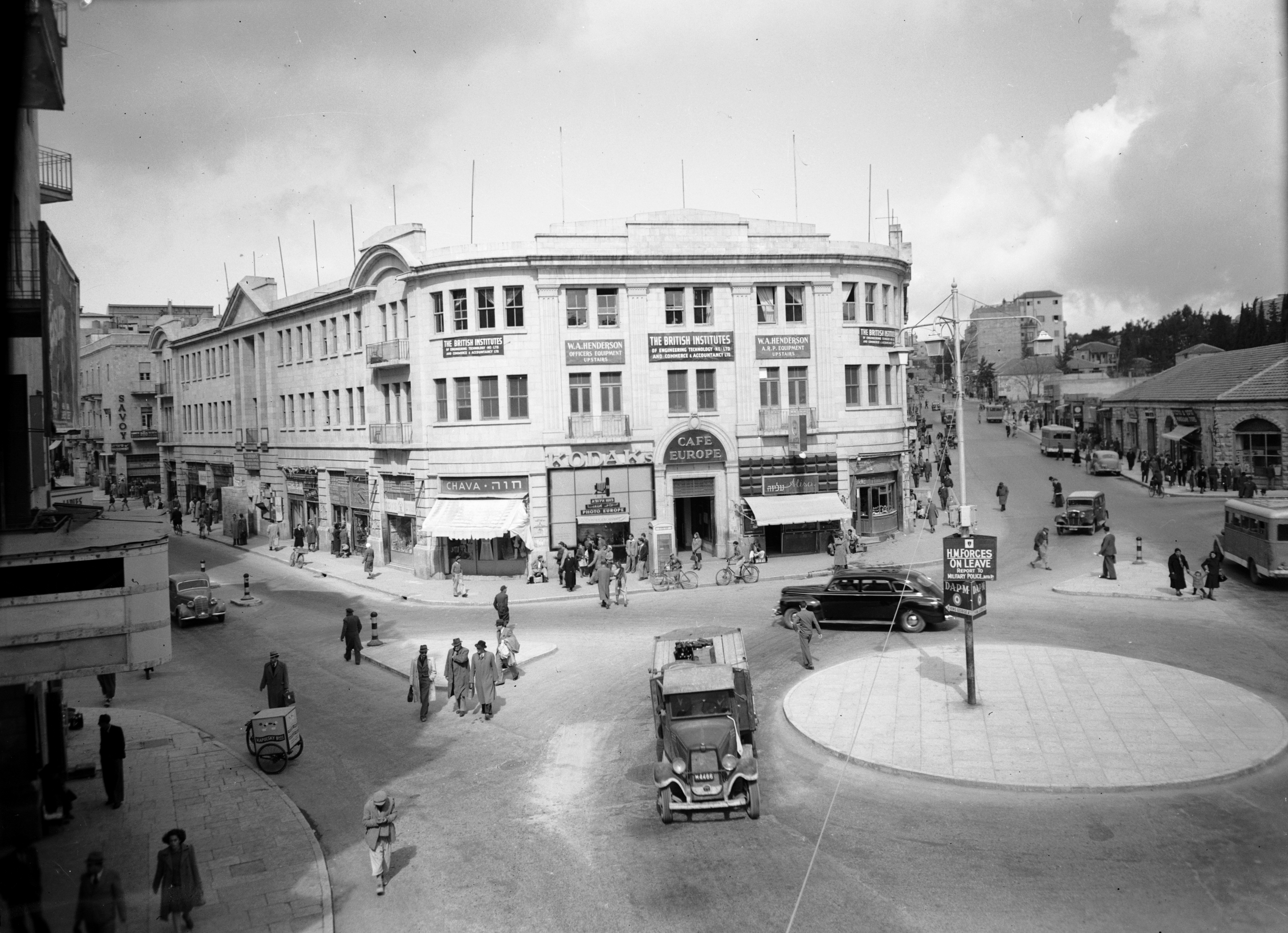
مقهى أوروبا، الذي يقع في مبنى سانسور في ميدان صهيون، حوالي 1934-1946.

وفقاً للمؤرخ المعماري للقدس ديفيد كرويانكر، فإن ذروة «مثلث وسط المدينة» استمرت من أوائل الثلاثينات إلى حدود السبعينيات. واُفتُتِحت به العديد من المتاجر والمطاعم من قبل المهاجرين اليهود القادمين من ألمانيا الذين سعوا لإعادة خلق أجواء أوروبية في وسط المدينة. ويتردد على المتاجر الراقية والمقاهي ومحلات الداليكتاسن والمطاعم الحصرية كبار المسؤولين في الانتداب والسياح الأثرياء الناطقين باللغة الإنجليزية. وعلى عكس المتاجر الإسرائيلية التي تبيع جميع أنواع المنتجات تحت سقف واحد، فقد أدخل الأوروبيون بوتيكات تحتوي على منتج واحد فقط، مثل القفازات أو العلّاقات. وقد قدَّمت بعض المتاجر إضافات فريدة، مثل المقاهي التي تضم الأوركسترا وحلبات الرقص، والمكتبات المكونة من طابقين بدل واحد.
غطّت المكتبات المملوكة للمهاجرين الأوروبيين الطلب على الروايات البوليسية، والقراءات التاريخية، والدوريات من ألمانيا وإنجلترا. وقد عرَّفت سلسلة ستييماتزكي، التي افتتحت أول متجر لبيع الكتب على شارع يافا في المثلث عام 1925، بالطعم المتنامي للجرائد والمجلات المستوردة والاستمتاع بامتيازاتها العديدة. كما ابتكر المهاجرون الأوروبيون سوقاً للانشون والجبن، مع ثلاثة مطاعم تتنافس فيما بينها على شوارع الملك جورج وابن يهودا. لسنوات عديدة، كان المثلث هو المكان الوحيد الذي يستطيع فيه سكان القدس شراء الملابس والأحذية والأثاث والسلع المنزلية.
في ذروتها، كانت المدينة تحتضن حوالي 14 دار سينما تعرض أحدث أفلام هوليوود، وتقع على مقربة من بعضها البعض، حيث تجذب دور السينما كل من البالغين والشباب، الذين يترددون بعدئذ على المقاهي والمطاعم. كان مثلث وسط المدينة القلب الثقافي للمدينة ومكاناً «لتَرى وتُرى».

## التراجع والانبعاث

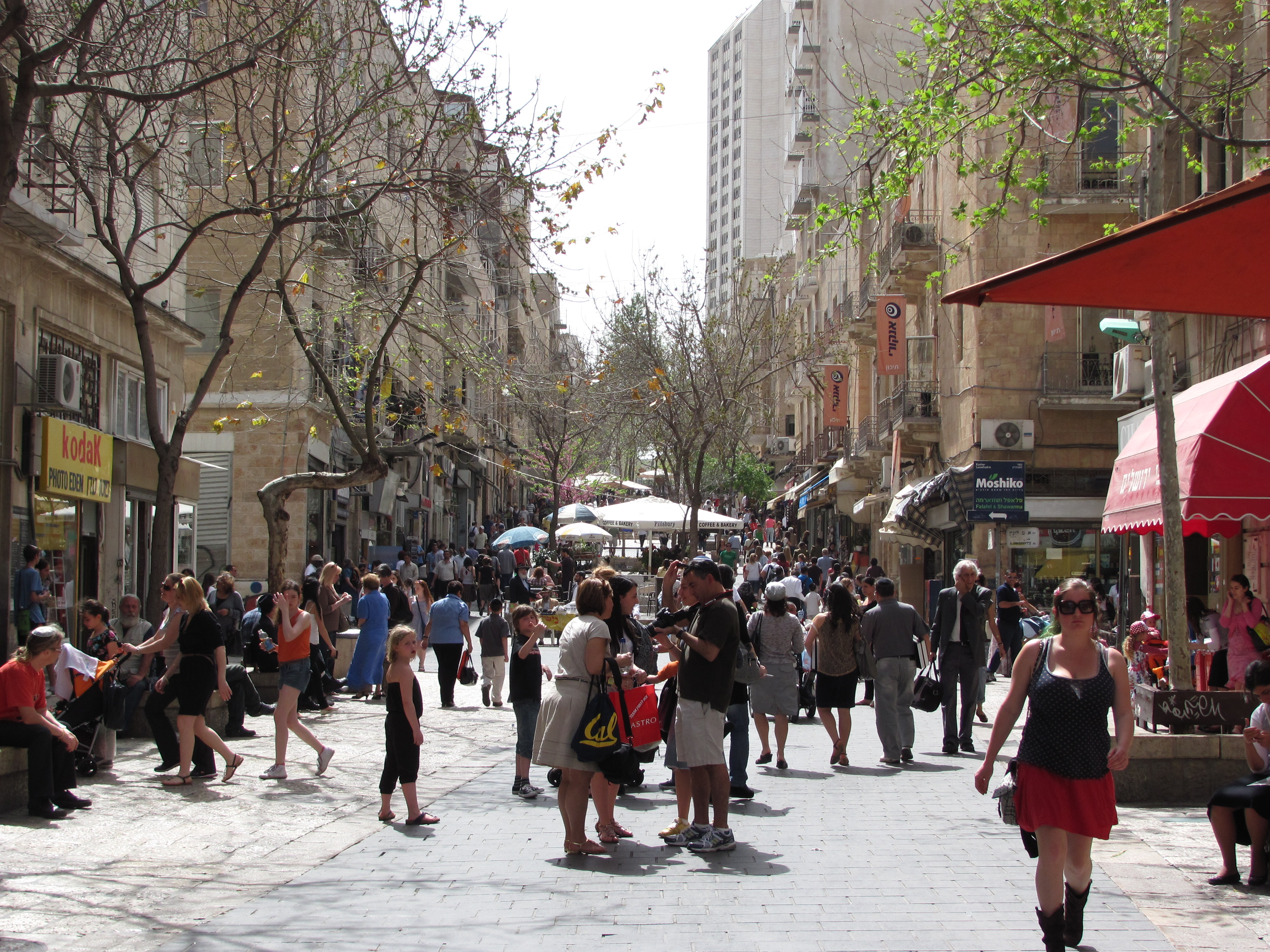
منطقة المشاة في شارع ابن يهودا.

| إن جو مثلث وسط المدينة يكون صاخبا بأصوات اليهود— العالية، ثرثرة العباقرة، السائقين، التجار، والأطفال، الصيادلة من ألمانيا، العلماء، الكيبوتس الذين يقضون وقتاً ممتعاً، القديسين، الرجال الذين يضعون الكيباه على رؤوسهم، المكفوفين والذين يقومون بجولة هناك، أصحاب العضلات القوية منا، المتسولون البؤساء، ورجال السابرا الذين يتميزون بسراويلهم القصيرة المفتوحة. |
| ——داني سيغل |

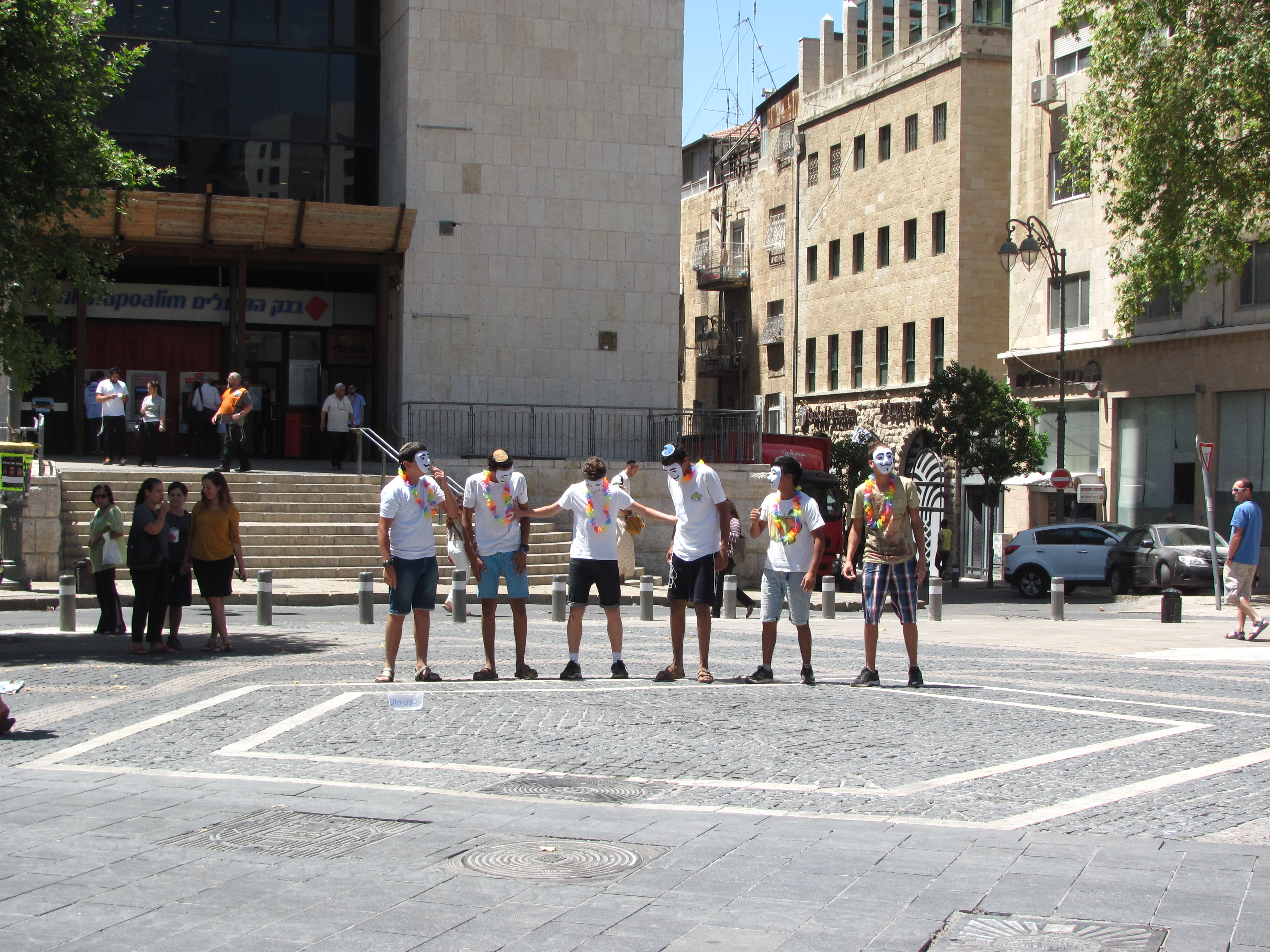
موسيقيو الشارع في ميدان صهيون.

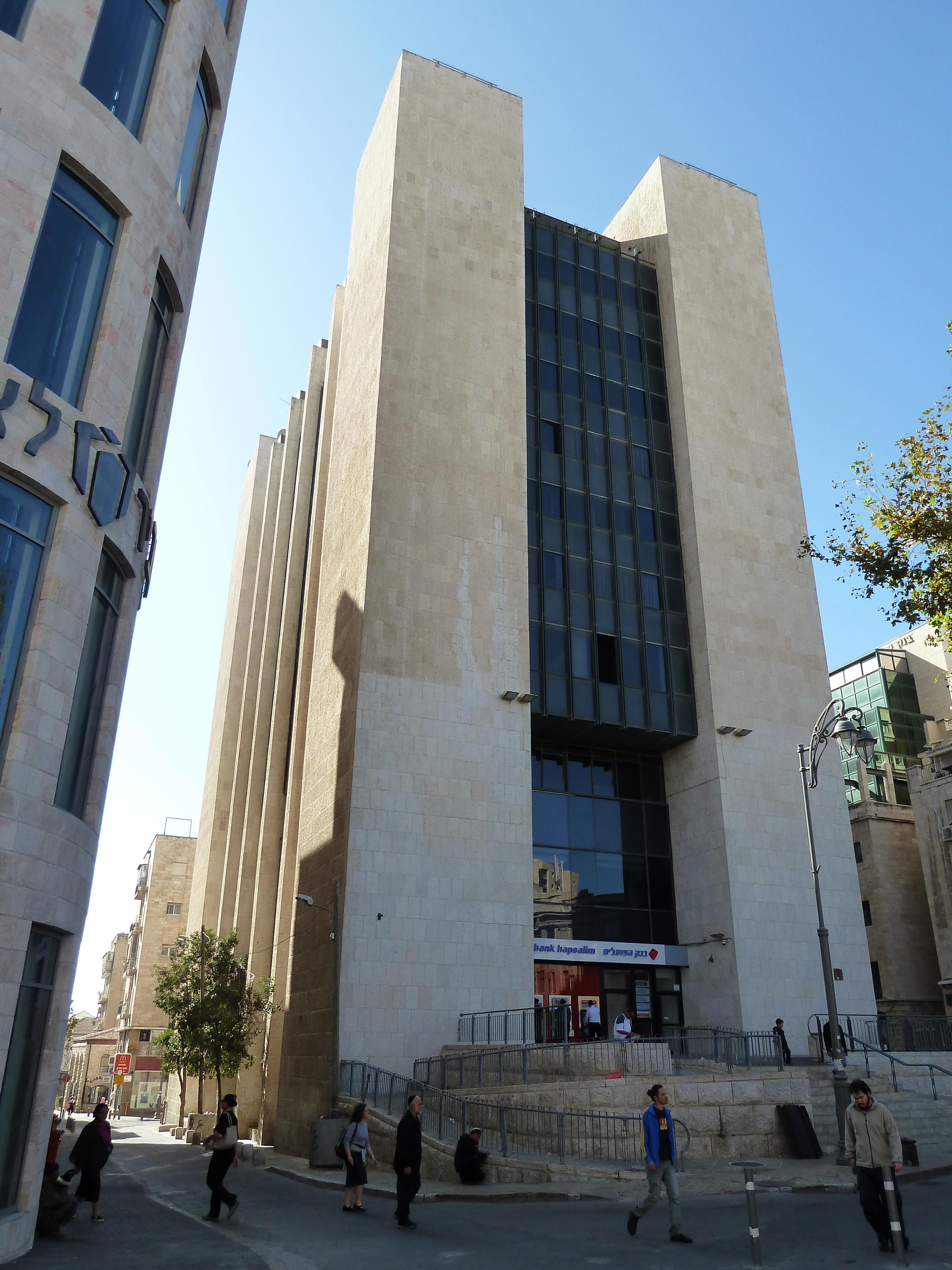
فندق كيكار تزيون (الطوابق العليا) وفرع بنك هبوعليم (الطوابق السفلى). شُيِّد المبنى مكان سينما صهيون.

ميدان صهيون، 1950.

بعد احتلال القدس بالكامل في عام 1967 (أو إعادة توحيدها حسب الرواية الإسرائيلية)، شرعت المدينة في توسع كبير. وقد اُفتتحت مراكز تجارية كبيرة في الأحياء الجديدة النائية في تل بيوت وغفعات شاؤول والمالحة، مما أبعد العملاء عن وسط المدينة. وبدأت المكاتب الحكومية في الإغلاق أيضاً، مما عجل التدهور الاقتصادي لمثلث وسط المدينة في السبعينيات. أما كبار مُلَّاك البوتيكات الأوروبية الراقية فقد كبروا في السن، وأصبحت الأحياء المجاورة لوسط المدينة محتلة من قبل اليهود الفقراء والحريديم الذين لم يعتنوا بالمثلث. كما أن المتاجر الأنيقة أصبحت طريقاً إلى مطاعم الحمص والمتاجر الشاملة، وصرافات العملات. وقد أدى ظهور التلفزيون إلى إغلاق معظم دور السينما في المثلث، بما في ذلك سينما صهيون في عام 1972 وتم هدمها. وقد تم تعويضها بمبنى شاهق يضم كل من فندق كيكار تزيون (في الطوابق العليا) وفرع لبنك هبوعليم (في الطوابق السفلى).
في عام 1982، حاولت المدينة تنشيط حي وسط المدينة بإغلاق شارع ابن يهودا والشوارع الداخلية للمثلث (لونز، دوروت ريشنيم، جافيتس، ابن هيليل والحستدروت) لحركة المرور، وتحويل المنطقة بالكامل إلى مجمع للتسوق ومنطقة للمشاة في الهواء الطلق. على الرغم من تظاهر شركات سيارات الأجرة ضد التجديد وادعاء التجار أنها ستفشل، إلا أن الفكرة أثبتت نجاحها. وانتقلت المقاهي ومطاعم البيتزا ومطاعم الوجبات السريعة إلى المثلث، إلى جانب المتاجر التي تبيع الهدايا التذكارية واليهودية والمجوهرات للسياح. إلى جانب موسيقيي وفناني الشوارع، والمروجين السياسيين، والنشاطات التي تديرها حركة حباد وبريسلوف التابعة لحركة الحاسيديم مما أعاد الطبيعة الحيوية للمركز التجاري. أعاد مركز المشاة المُقام سمعة «المثلث» على أنه «قلب» المدينة، على الرغم من ارتدائها للباس شعبي أكثر بعدما كانت تكتسي طابعاً أوروبياً راقياً في السابق.
في عام 2006 طرحت مؤسسة القدس مُقترحاً سرياً لإعادة تسمية الميدان باسم رابابورت بلازا (Rapaport Plaza)، وقد تعهد فاعل خير بعد إنهاء نشاطه الخيري في واكو بالولايات المتحدة، بتخصيص مليوني دولار لترميم ساحة صهيون. كما تم التعاقد مع المهندس المعماري رون آراد من لندن والذي قدم خطة لتركيب منحوتات حديدية حمراء عاكسة وشاهقة كنقطة محورية للميدان. وقد تم رصد الخطة، التي لم يتم إبلاغ العموم بها، على موقع مؤسسة القدس، وقد جلبت هذه الأخيرة اهتمام الرأي العام من خلال مجموعة الملاح، وهي مجموعة مراقبة للمواطنين، أطلقت مظاهرة عامة ناجحة ضد تغيير الاسم وإنشاء المنحوتات. في الوقت نفسه، أعطت هذه الأخيرة مقترحاً خاصاً من أجل تشييد «قبة السلام» المستديرة والصلبة ذات الستة جوانب على امتداد الميدان وشارع يافا. ولم تُأت هذه الفكرة أيضاً ثمارها.
أدى إطلاق قطار القدس الخفيف في ديسمبر 2011 إلى زيادة حركة الزوار: إذ تُشير التقديرات إلى أن حوالي 36,000 شخص في اليوم قاموا بزيارة المثلث في أبريل 2012، بعدما كانت 16,000 شخص في اليوم في أبريل 2004. ويعرف المركز التجاري اكتظاظاً بشكل خاص في ليالي السبت، حيث يتم افتتاح المطاعم التي أغلقت أبوابها في الصباح، وتزدحم الشوارع بشباب إسرائيليين من القدس وتل أبيب.
في أوائل عام 2016، أُقيمت مسابقة لإعادة تصميم الساحة وفي 13 سبتمبر 2016، أعلنت بلدية القدس أن فريقها اختار التصميم الفائز، الذي أعدته مايا أتيدا وتامر منزر-كرمل تحت عنوان «قطع الغابات الحضرية». بدأت أعمال إعادة التطوير في عام 2018، من خلال إنشاء المسرح ومنطقة الإجلاس العام، بالإضافة إلى زراعة أشجار الدلب والخروب والميس الجنوبي، وأصناف الإجاص.
بداية من أواخر التسعينات، أصبح مركز المشاة معروفاً باستقطابه المُتنامي للشباب المعرضين للخطر والمشردين. وتعمل على ذلك ثلاثة مراكز للشباب - همشولاش وحركة حصروني وذا زون - بالقرب من ميدان صهيون.

### المظاهرات السياسية

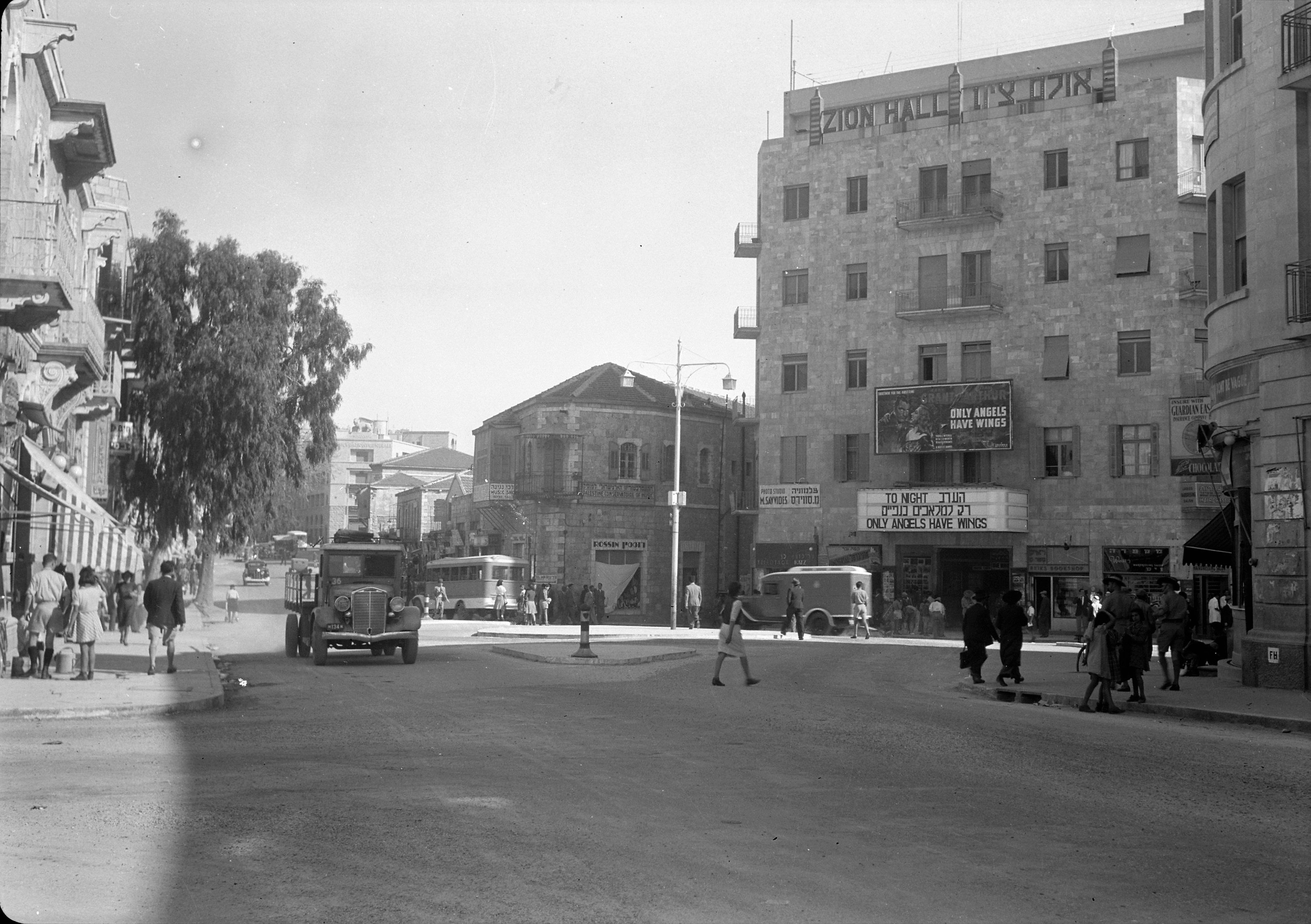
سينما صهيون، وتسمى أيضاً قاعة صهيون (اليمين)، في أوائل عقد الأربعينيات.

أصبح ميدان صهيون ساحة تجمع للمظاهرات السياسية والاحتجاجات الاجتماعية التي بدأت في عقد الثلاثينيات من القرن العشرين، عندما عقد الصهاينة الشباب مسيرات فيه ففي 15 أغسطس 1929، تجمع حوالي 300 رجل من رجال حركة بيتار الصهيونية وغيرهم، قرب ساحة مدرسة ليمل بعد موافقة هاري لوك الذي كان يشغل منصب قائم بأعمال المندوب السامي وقد انطلقت هذه المظاهرة في مسيرة على الساعة الثانية ظهراً. كانت المسيرة مرفوقة بالشرطة والمشاة، رافعين العلم اليهودي مُتجهين نحو الحائط وهم يرددون عبارة «الحائط لنا» ونشيد الأمل ولدى عودتهم اجتاحوا الحي الإسلامي مروراً بساحة صهيون حيث رفعوا العلم مرى أخرى وانشدوا نشيد الأمل فتفرقوا. وكرد على هذه المظاهرة أطلق مفتي القدس أمين الحسيني مظاهرة مضادة في اليوم التالي، ضمت آلاف المسلمين أغلبهم من نابلس يقودهم شيوخ المساجد وهم يرفعون الشعارات والأعلام، وكانت هذه الأخيرة إشارة لانطلاق اضطرابات عام 1929. في الفترة الممتدة من عقد الخمسينات إلى العقد الأول من القرن الحادي والعشرين، نُظِّمت في الميدان مظاهرات يمينية في المقام الأول. وتحول بعضها إلى مظاهرات عنيفة، مثل احتجاج عام 1971 من قبل حركة الفهود السود الإسرائيليين التي حرقت فيها صورة رئيسة الوزراء جولدا مائير كعمل احتجاجي، وشهدت الساحة عام 1995 احتجاجاً على رئيس الوزراء إسحاق رابين بسبب توقيعه على اتفاقية طابا (أوسلو الثاني)، وبعد ذلك استمر آلاف المتظاهرين في التظاهر في الكنيست، ودمَّروا الممتلكات العمومية في الطريق. وقد احتضن الميدان أكبر المظاهرات والاحتجاجات في شهر مايو من عام 2000 استنكاراً لتسليم المستوطنات العربية المجاورة لجبل الزيتون، وفي نوفمبر من نفس السنة، انطلق احتجاج آخر على «سياسة ضبط النفس» التي اتبعها إيهود باراك في بداية الانتفاضة الفلسطينية الثانية، وكان آخرها احتجاج عام 2006 ضد سياسات رئيس الوزراء بالنيابة، إيهود أولمرت، واستقطب هذا الاحتجاج حوالي 100.000 شخص.
ولقد توقفت شرطة القدس عن إصدار تصاريح للمظاهرات في ساحة صهيون مع افتتاح قطار القدس الخفيف على شارع يافا في أغسطس 2011، تجنباً لانقطاع خدمات السكك الحديدية الخفيفة.

### الهجمات والتفجيرات

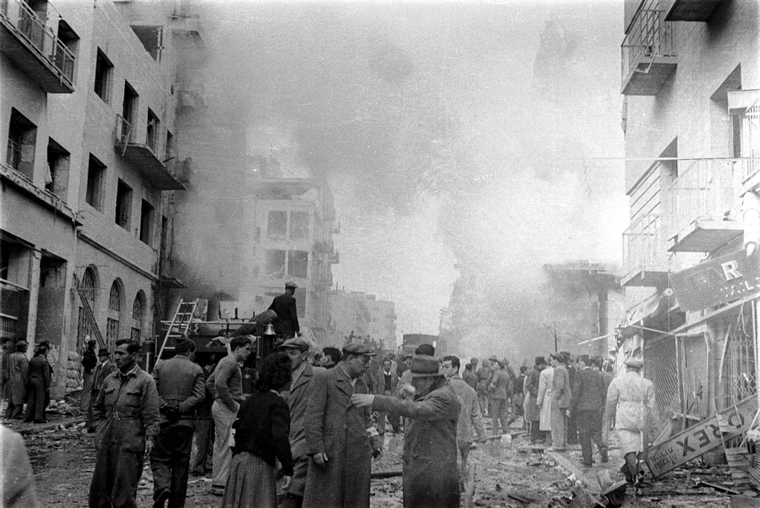
انفجار السيارات المفخخة في شارع ابن يهودا، في 22 فبراير 1948.

نظراً لموقعها المركزي وتركز العديد من الزوار بها وتوفر أماكن الترفيه، فقد كان مثلث وسط المدينة هدفاً للعديد من هجمات القصف ومحاولة شن هجمات في إطار الصراع العربي الإسرائيلي. في 22 فبراير 1948، انفجرت ثلاث شاحنات تابعة للجيش البريطاني بقيادة سيارة مُدرعة يقودها عرب غير نظاميين وفارين بريطانيين في شارع ابن يهودا، مما أسفر عنه مقتل 58 من المدنيين اليهود وإصابة 140 آخرين. كما كان مبنى سينما صهيون موقعاً لمحاولتي تفجير، إحداهما في عام 1951 والأخرى في عام 1967. وفي كلتا المحاولتين زُرِع جهاز حارق تحت مقاعد المسرح ثم اُكتُشِف قبل تفجيره. في 4 يوليو 1975، انفجرت ثلاجة تحتوي على 5 كيلوغرامات (11 رطل) من المتفجرات في ساحة صهيون، مما أسفر عنه مقتل 15 وجرح 77. وقد اُعتبر هذا الهجوم في ذلك الوقت الهجوم الأكثر دموية ضد المواطنين الإسرائيليين والذي اُستعملت فيه قنبلة موقوتة ومفخخة. في 24 مارس 1979، انفجرت قنبلة في سلة مهملات في ساحة صهيون، مما أسفر عنه مقتل شخص واحد وإصابة 13 آخرين.
خلال فترة ما يُطلق عليها «العمليات الانتحارية أو الاستشهادية» في أواخر التسعينات، فجَّر ثلاثة أشخاص متمركزين في نقاط مختلفة في شارع ابن يهودا أنفسهم في وقت واحد تقريباً، مما تسبب في مقتل 8 أشخاص وإصابة 277 آخرين. وقع هجوم تفجيري مماثل «بالتتابع» في 1 ديسمبر 2001: حيث هرع رجال الشرطة وطواقم الطوارئ الطبية إلى مسرح التفجير المزدوج في المثلث على إثر انفجار سيارة مفخخة، ومات خلالها 20 شخصاً وأُصيب 150 آخرون. في وقت سابق في أغسطس، تم قصف مطعم سبارو عند زاوية شارع يافا وشارع الملك جورج، وهو ممتلئ بالزبائن وقت الغداء؛ توفي أثناءه 15 شخصاً وأُصيب 90 بجروح.
في ليلة 16-17 أغسطس 2012، طارد عشرات من المراهقين اليهود مجموعة من أربعة مراهقين فلسطينيين في ساحة صهيون وضربوا أحدهم إلى أن فقد وعيه، ووصفت الشرطة والشهود من الإسرائيليين هذا الحادث بأنه محاولة إعدام دون محاكمة.
في فبراير 2014، أقامت بلدية القدس احتفالاً، وأقامت خلاله لوحة تذكارية في موقع تفجير عام 1948 في شارع ابن يهودا.

## المعالم

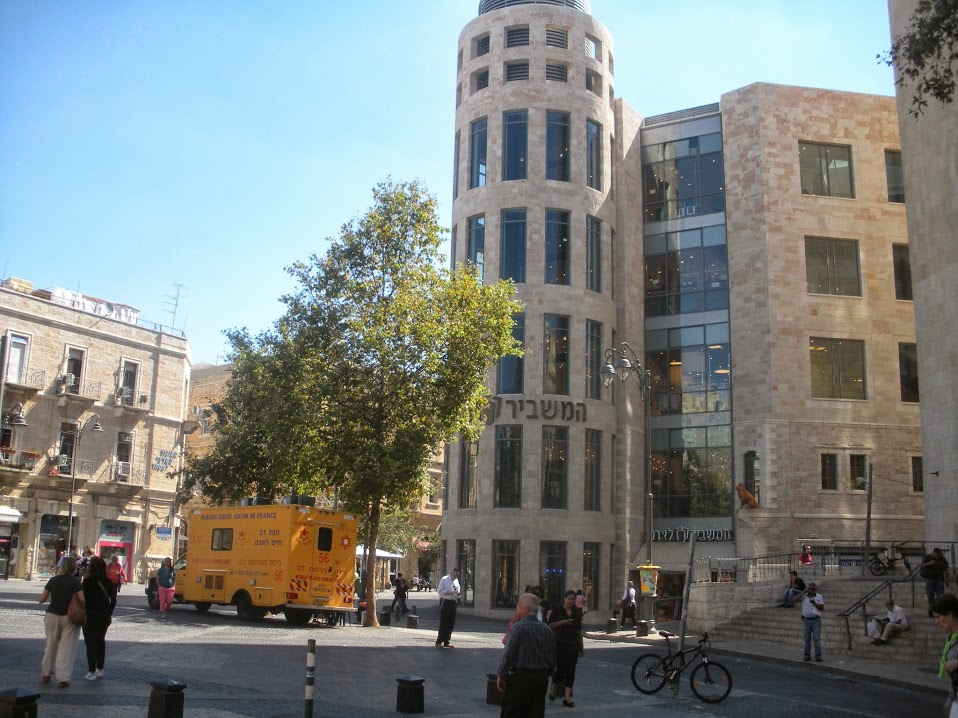
مبنى متجر هاماشبير لازارشان في ميدان صهيون.

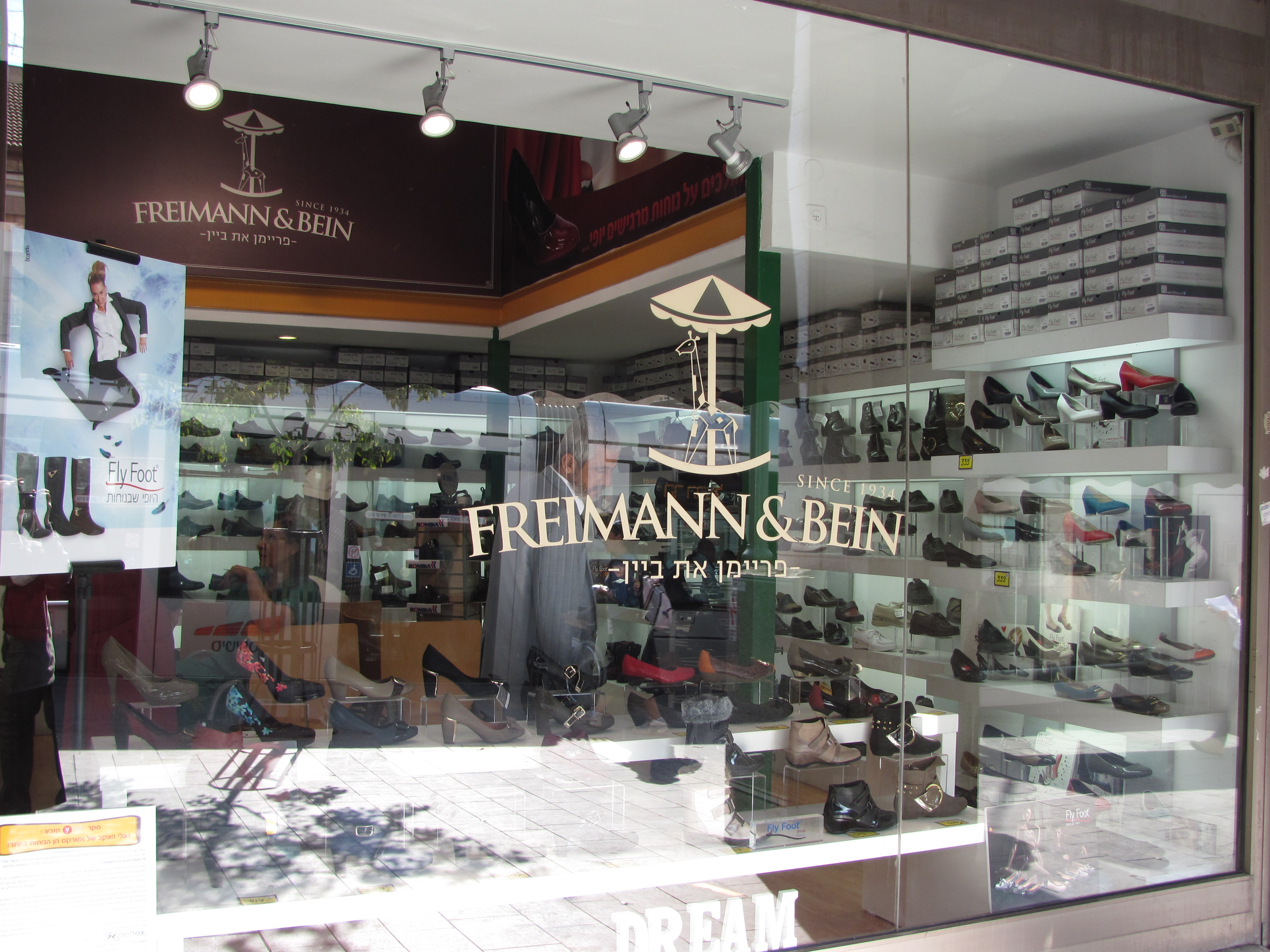
متجر الأحذية فريمان وبيين على شارع يافا.

أطول مبنى في المثلث هو هاماشبير لازارشان، وهو متجر مُكون من سبعة طوابق، مساحته 5,000 متر مربع (54,000 قدم مربع) وقد اُفتتح على الجانب الشرقي من ساحة صهيون في عام 2011، وهو أكبر متجر في إسرائيل والمتجر الرئيسي للسلسلة المُكونة من 38 متجراً. تأسس المتجر في عام 1947 على الجانب الآخر من شارع يافا، وتم نقله إلى موقع قريب من شارعي الملك جورج وابن يهودا من عام 1970 إلى عام 2010.
كان فريمان وبيين (شارع يافا 50) أول محل للأحذية الفاخرة في إسرائيل، والذي أسسه مهاجرون من الألمان اليهود، واستورد أحذية جلدية عالية الجودة من أوروبا واجتذب زبائن من الضباط البريطانيين والشيوخ العرب. اُفتُتح المتجر في الأصل في مبنى جنرالي إلى الشرق على طريق يافا في عام 1935،  وانتقل إلى شارع يافا 50 في عام 1947. وقد أُغلق في عام 2014. إلى جانبه يوجد متجر أحذية خليفة (شارع يافا 44)، الذي تأسس في عام 1954، وهو مملوك لعائلة يهودية متخصصة في صناعة الأحذية والصنادل الإسرائيلية الصنع.
ويُعتبر كل من مقهى أتارا وحانة فينك من أقدم المطاعم في المثلث. كان مقهى أتارا يعمل في شارع ابن يهودا 7 من عام 1938 حتى عام 1996. وكان المقهى ذا نمط أوروبي يرتاده ضباط الانتداب والمجموعات شبه العسكرية قبل قيام دولة إسرائيل والساسة الإسرائيليين والصحفيين والبوهيميين. تم افتتاح حانة فينك، عند زاوية شارع الملك جورج وشارع الحستدروت، وقد استمر نشاطه من عام 1936 إلى عام 2006. وكان المطعم الحميم والحصري واحداً من أرقى المطاعم في القدس. تخصص المطعم / الحانة في المطبخ الأوروبي منذ عام 2003، والأكل الحلال (الكشروت)، وذلك من أجل التغلب على الخسائر المُتكبَّدة خلال السنوات الماضية وتوسيع قاعدة عملائه لتتجاوز «السياسيين والصحفيين والدبلوماسيين».
كانت سينما صهيون المعلم الرئيسي لميدان صهيون منذ عشرينيات القرن العشرين حتى إغلاقها في عام 1972. وتقع على الجانب الجنوبي من ساحة صهيون، وكانت في الأصل كوخاً للسينما الصامتة يحتوي على 400 مقعد، وبعد أن دُمِّر بفعل سقوط الثلوج، أُعيد بناؤه كمسرح من 600 مقعد نُظِّمت فيه مسرحيات وحفلات موسيقية ومحاضرات وأفلام. في عشرينيات وثلاثينيات القرن العشرين، كانت سينما صهيون المركز الثقافي للقدس. بعد إغلاق المبنى، تم هدمه وشُيِّد مكانه مبنى شاهق يحتوي على فندق فندق كيكار تزيون (فندق ميدان صهيون)، الذي يقابل ساحة صهيون من جهة الجنوب، والذي شُيِّد مكان سينما صهيون السابقة التي أُخد منها اسم الميدان، والتي هُدمت في عام 1972، وتم استبدالها بمبنى شاهق يضم فندق كيكار تزيون (في الطوابق العليا) وفرع لبنك هبوعليم (في الطوابق السفلى). في عام 2013 تم شراء الفندق المُؤلف من 117 غرفة من طرف شركة أوركيد المحدودة لإدارة الفنادق، والتي قامت بتجديده لإعادة افتتاحه تحت اسم فندق هربرت صموئيل. يحتوي الفندق على 137 غرفة وجناح، ومطعماً على طراز كشروت مع إطلالة بانورامية بزاوية 360 درجة. يقع فندق القدس في الجانب الشمالي من ميدان صهيون. تم افتتاح هذا الفندق تحت اسم «فندق تل أبيب» في عام 1926 وأصبح فيما بعد يُعرف باسم فندق رون. وقف مناحيم بيغن على واحدة من شرفات الفندق في 3 أغسطس 1948، ليُعلن حل منظمة إرجون العسكرية وتسجيل جنودها ضمن قوات الدفاع الإسرائيلية.
على الجانب الغربي من ساحة صهيون يوجد مبنى سانسور، الذي أُقيم في عام 1929. يتكون هذا المبنى من ثلاثة طوابق ومبنى تجاري «انتقائي»، ويجمع بين عمارة عصر النهضة الجديدة والعمارة الكلاسيكية. وقد تم تكليف تاجر عربي مسيحي من بيت لحم بتسيير المبنى وتسميته، وكان يضم مقهى أوروبا، وهو مقهى شعبي رعاه اليهود والعرب والبريطانيون في ثلاثينيات وأربعينيات القرن الماضي. كما كان يضم بين عامي 1947 و1948، لجنة الطوارئ في القدس.

### ميدان صهيون
ميدان صهيون أو ساحة صهيون (بالعبرية: כיכר ציון) (كيكار تزيون) هو أحد الميادين العامة في القدس الغربية بإسرائيل، ويقع عند تقاطع شارع يافا وشارع ابن يهودا وشارع هربرت صموئيل وشارع يوئيل موشيه سالومون.
الساحة هي واحدة من رؤوس المنطقة التجارية المعروفة باسم مثلث وسط المدينة. منذ عهد الانتداب البريطاني، كانت ساحة صهيون المحور الرئيسي للحياة الثقافية في وسط القدس الغربية. الساحة مزدحمة ليلاً ونهاراً بسبب السياح والمهاجرين المسنين والطلاب الأجانب والشباب المحليين وموسيقيي الشوارع والنشطاء الدينيين. في العقود الأخيرة، أصبح الميدان مُستراحاً للشباب الساخطين والمشردين.
خلال الفترة الممتدة من عقد الثلاثينيات في القرن العشرين إلى حدود عام 2011، كان الميدان موقعاً شعبياً للاحتجاجات والمظاهرات الجماهيرية.

#### أصل التسمية
كانت ساحة صهيون تسمى في الأصل سيرك صهيون، ثم تغير ليصبح سينما صهيون وأيضاً قاعة صهيون (نسبة إلى السينما التي كانت موجودة في المنطقة)، وهي دار للسينما الصامتة كانت تضم 400 مقعد، وهي عبارة عن كوخ استمر نشاطه من عام 1912 إلى عام 1920، أي إلى حين انهيارهِ بسبب تساقط الثلوج بغزارة، فأُعيد بناء قاعة السينما هذهِ كمسرح مُكون من 600 مقعد مُخصَّص للعروض السينمائية وعروض الأوبرا الحية.

#### مشهد الشارع
ساحة صهيون مزدحمة ليلاً ونهاراً باعتبارها مكاناً للاجتماع والاستراحة للأشخاص من جميع الفئات، بما في ذلك السياح والمهاجرين المسنين وطلاب الإكليريكية وموسيقيي الشوارع ونشطاء حركة حباد وبريسلوف. لذلك، فقد وُصِفت ساحة صهيون بأنها «مزدحمة دوماً، ومجنونة دوماً».
تمثل الساحة مجلس استراحة لمتعاطي المخدرات. إذ قُدِّرت نسبتهم بـ70٪ من المراهقين الذين يتسكعون في الميدان لتعاطي المخدرات. ويُعد الطابق السفلي المفتوح على مستوى الشارع لفندق كيكار تزيون ملجئاً مشهوراً لكل من تجار المخدرات والعاهرات.
كما يعتبر المنقطعون عن الدراسة، والمراهقون الدينيون المهاجرون، والشباب المشردون الساحة كملجأ يأويهم. كما أبلغ عُمَّال الشوارع عن وجود مجموعات كبيرة من الشباب المهاجرين من الروس الذي يتسكعون في الميدان ويشربون الفودكا التي اشتروها بأموال متداولة بين السياح. وتستقطب الساحة أيضاً أعداداً كبيرة من شباب المستوطنات الذين تشردوا على إثر خطة فك الارتباط الأحادية الإسرائيلية عام 2005 في غزة. وتعمل العديد من مراكز الاستقبال على التواصل مع «السكان الذين يعانون في الميدان» والمعرضين للخطر، في محيط ساحة صهيون، بما في ذلك ملتقى الطرق، وهي همشولاش وحركة حصروني وذا زون. وتقوم مؤسسة ELEM - Youth Distress in Israel بإحضار وحدة متنقلة إلى ساحة صهيون في ليالي أيام الأسبوع لإشراك شباب الشوارع في المشاريع الفنية.

## وصلات خارجية
- "[ميدان صهيون، القدس]". مؤرشف من الأصل في 2018-07-14. اطلع عليه بتاريخ 2018-05-08.
- "صور عن ميدان صهيون، مثلث وسط المدينة، القدس". www.tripadvisor.fr. مؤرشف من الأصل في 2018-06-29. اطلع عليه بتاريخ 2018-05-08.
- "ميدان صهيون". The Jerusalem Hotel. مؤرشف من الأصل في 2018-06-29. اطلع عليه بتاريخ 2018-05-08.
- "ميدان صهيون". en.jerusalem-hotels.org.il. مؤرشف من الأصل في 2018-07-12. اطلع عليه بتاريخ 2018-05-08.
- "ميدان صهيون". iTravelJerusalem. مؤرشف من الأصل في 2023-03-25. اطلع عليه بتاريخ 2018-05-08.
- كاميرا ويب مباشرة لميدان صهيون
- طابع بريدي تذكاري لسينما صهيون عام 2010 من إصدار مصلحة بريد إسرائيل